# 우크라이나 기반 시설에 대한 러시아의 공격

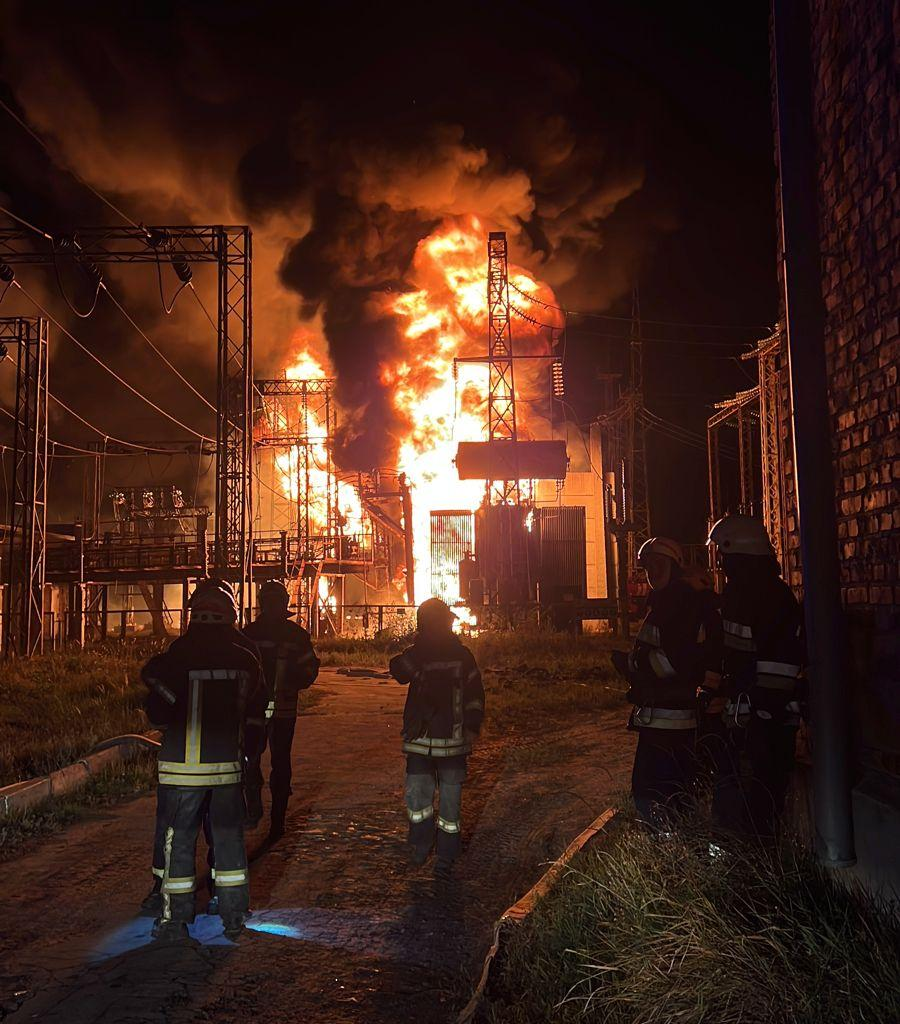
2022년 9월 11일 러시아 미사일 공격 후 하르키우 TEC-5 발전소에서 화재가 발생했다.

2022~2023년 가을과 겨울 동안 러시아는 침공의 일환으로 우크라이나의 에너지에 대해 미사일과 드론 공격을 감행했다. 이번 공격은 전장 밖의 민간 지역, 특히 전쟁 범죄로 간주되는 중요한 전력 기반 시설을 겨냥했다. 우크라이나군 관계자에 따르면 2023년 말까지 러시아군은 우크라이나를 향해 약 7,400기의 미사일과 3,900기의 샤헤드 드론 공격을 시작했다.
2022년 10월 10일 러시아는 84기의 순항 미사일과 24기의 자살 드론을 동원해 키이우를 포함한 우크라이나 전역의 전력망을 공격했다. 추가 파도가 우크라이나 인프라를 강타하여 많은 사람이 사망하고 부상을 입었으며 우크라이나와 주변 국가의 에너지 분배에 심각한 영향을 미쳤다. 볼로디미르 젤렌스키 우크라이나 대통령에 따르면 11월 19일까지 우크라이나 전력망의 거의 절반이 가동되지 않았으며 천만 명의 우크라이나인이 전기를 공급받지 못했다. 12월 중순까지 러시아는 우크라이나 에너지망에 1000기 이상의 미사일과 드론을 발사했다. 2023년 5월 16일 우크라이나가 킨잘 미사일 6기를 요격했다고 밝힌 한 차례를 포함하여 여러 차례의 파도가 키이우를 표적으로 삼았다.
추운 겨울철에 우크라이나인들의 전기와 난방을 의도적으로 차단하는 것은 제2차 세계 대전 이후 국가 건강에 대한 가장 큰 공격이었다. 발전소에 대한 공격은 우크라이나에 막대한 경제적, 실질적 비용을 초래했다. 영국 국방부는 이번 공습이 러시아의 '매우 중요한 목표물 파괴를 위한 전략적 작전'(SODCIT) 군사 교리의 일부라고 밝혔으며, 이는 국민 사기를 저하시키고 우크라이나 지도부를 항복시키려는 의도였다고 밝혔다. 이것은 널리 실패한 것으로 간주된다.
유럽연합 집행위원회는 이를 "야만적"이라고 묘사했고, 옌스 스톨텐베르그 NATO 사무총장은 "끔찍하고 무차별적"이라고 비난했다. 젤렌스키 대통령은 이번 공습을 '절대악'이자 '테러리즘'이라고 표현했다.
국제형사재판소(ICC)는 세르게이 쇼이구 전 국방부 장관, 발레리 게라시모프 러시아 연방 참모총장 등 민간 기반 시설에 대한 공격과 관련된 전쟁범죄 혐의로 러시아 관리 4명을 기소했다.

## 같이 보기
- 러시아의 우크라이나 침공에서 러시아가 저지른 전쟁 범죄
- 영국 대공습
- 롤링 썬더 작전